# Guy Colomine
Pas d'image ? Cliquez ici

a Compétitions nationales et continentales officielles uniquement.

b Matchs officiels uniquement.
Guy Colomine, est né le 11 juillet 1955 à Narbonne. C’est un joueur de rugby à XV, qui a joué avec l'équipe de France et le RC Narbonne, au poste de pilier gauche (1,85 m pour 110 kg). 

## Carrière de joueur

### En club
- RC Narbonne jusqu'en 1989

### En équipe nationale
Il a participé à la tournée avec l'équipe de France en Nouvelle-Zélande en 1979 puis a été sélectionné pour un test match le 7 juillet 1979 contre l'équipe de Nouvelle-Zélande et pour deux autres matchs avec le XV de France en tant que remplaçant.

## Palmarès

### En club
- Championnat de France de première division : 
  - Champion (1) : 1979
- Challenge Yves du Manoir :
  - Vainqueur (3) : 1978, 1979 et 1984
  - Finaliste (1) : 1982
- Coupe de France :
  - Vainqueur (1) : 1985

### En équipe nationale
- Sélection en équipe nationale : 1 (+ 2 non officielles)